# Malone (Texas)
Malone è un centro abitato degli Stati Uniti d'America situato nella contea di Hill dello Stato del Texas.
La popolazione era di 269 persone al censimento del 2010.

## Geografia fisica
Malone è situata a 31°55′02″N 96°53′41″W (31.917325, -96.894724).
Secondo lo United States Census Bureau, ha un'area totale di 0,5 miglia quadrate (1,3 km²).

## Società

### Evoluzione demografica
Secondo il censimento del 2000, c'erano 278 persone, 107 nuclei familiari e 69 famiglie residenti nella città. La densità di popolazione era di 606,6 persone per miglio quadrato (233,3/km²). C'erano 125 unità abitative a una densità media di 272,7 per miglio quadrato (104,9/km²). La composizione etnica della città era formata dal 67,99% di bianchi, il 19,42% di afroamericani, lo 0,72% di nativi americani, il 9,71% di altre razze, e il 2,16% di due o più etnie. Ispanici o latinos di qualunque razza erano il 14,75% della popolazione.
C'erano 107 nuclei familiari di cui il 36,4% aveva figli di età inferiore ai 18 anni, il 43,0% aveva coppie sposate conviventi, il 14,0% aveva un capofamiglia femmina senza marito, e il 35,5% erano non-famiglie. Il 32,7% di tutti i nuclei familiari erano individuali e il 15,9% aveva componenti con un'età di 65 anni o più che vivevano da soli. Il numero di componenti medio di un nucleo familiare era di 2,60 e quello di una famiglia era di 3,32.
La popolazione era composta dal 31,7% di persone sotto i 18 anni, il 7,9% di persone dai 18 ai 24 anni, il 29,1% di persone dai 25 ai 44 anni, il 16,5% di persone dai 45 ai 64 anni, e il 14,7% di persone di 65 anni o più. L'età media era di 31 anni. Per ogni 100 femmine c'erano 95,8 maschi. Per ogni 100 femmine dai 18 anni in giù, c'erano 86,3 maschi.
Il reddito medio di un nucleo familiare era di 21.250 dollari e quello di una famiglia era di 26.667 dollari. I maschi avevano un reddito medio di 30.179 dollari contro i 20.208 dollari delle femmine. Il reddito pro capite era di 11.231 dollari. Circa il 27,6% delle famiglie e il 33,2% della popolazione erano sotto la soglia di povertà, incluso il 34,7% di persone sotto i 18 anni di età e il 45,5% di persone di 65 anni o più.